# Antaisaka
Gli Antaisaka (o Antesaka) sono un popolo del Madagascar, originario dell'ovest ma in seguito migrati nel sud-est dell'isola. Gli appartenenti a questa etnia sono circa 748.000 e rappresentano il 5% della popolazione malgascia.
Discendono dai Sakalava, etnia a cui apparteneva quello che secondo la tradizione è il padre fondatore della comunità Antaisaka, Andriamandresy. Il nome 'Antaisaka in lingua malgascia significa appunto "quelli che vengono dai Sakalava".
Fra le usanze tipiche di questo popolo vi è il tabù verso la raccolta del riso da parte dei maschi, e la presenza di una seconda porta nelle case, utilizzata solo per portare fuori le salme dei morti.